# Palmar (kommun)
Palmar är en kommun i Colombia.   Den ligger i departementet Santander, i den centrala delen av landet, 230 km norr om huvudstaden Bogotá. Antalet invånare är 2 883. Arean är 21,9 kvadratkilometer.
Terrängen i Palmar är lite bergig.